# Maison Vojinović

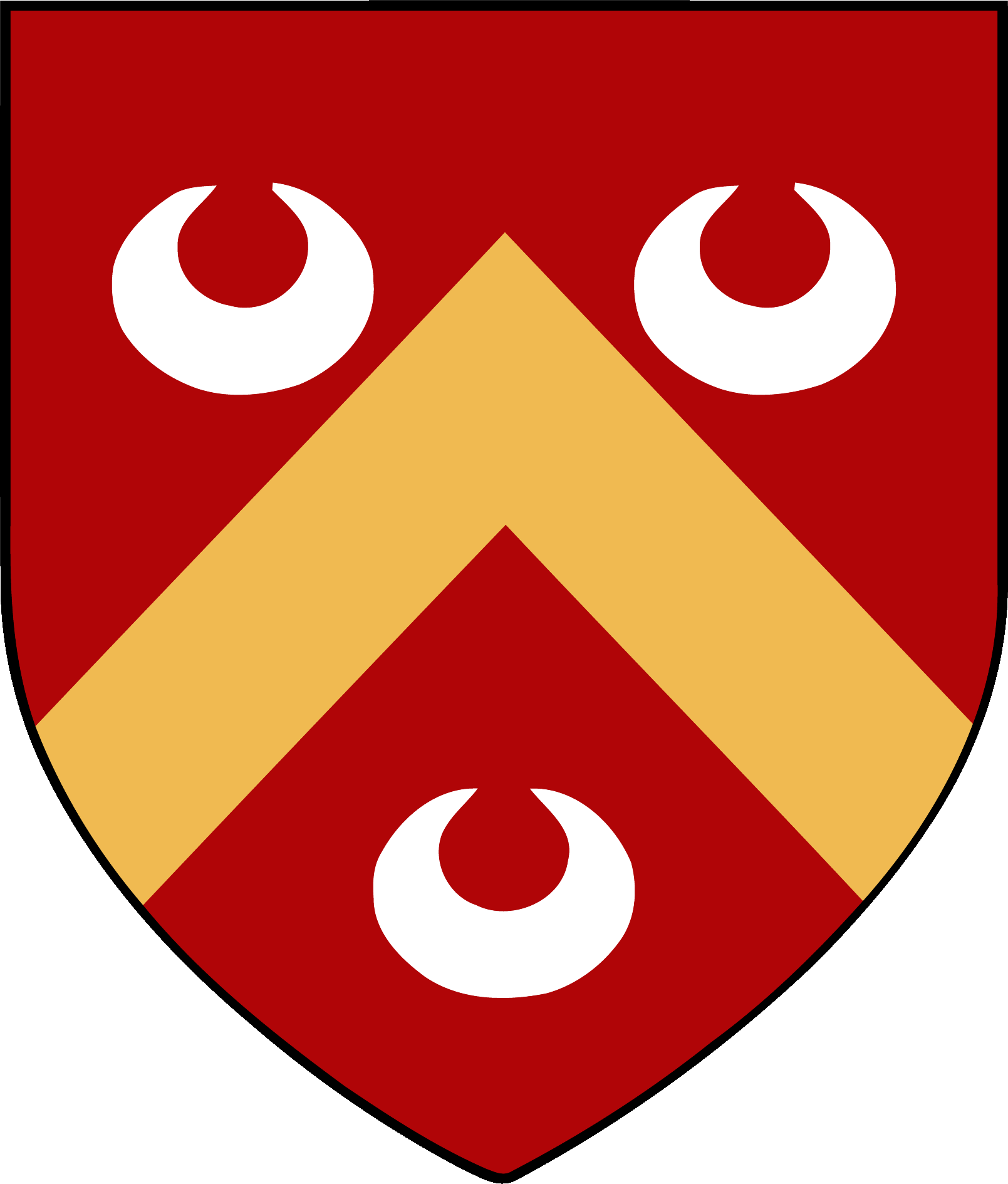
blason

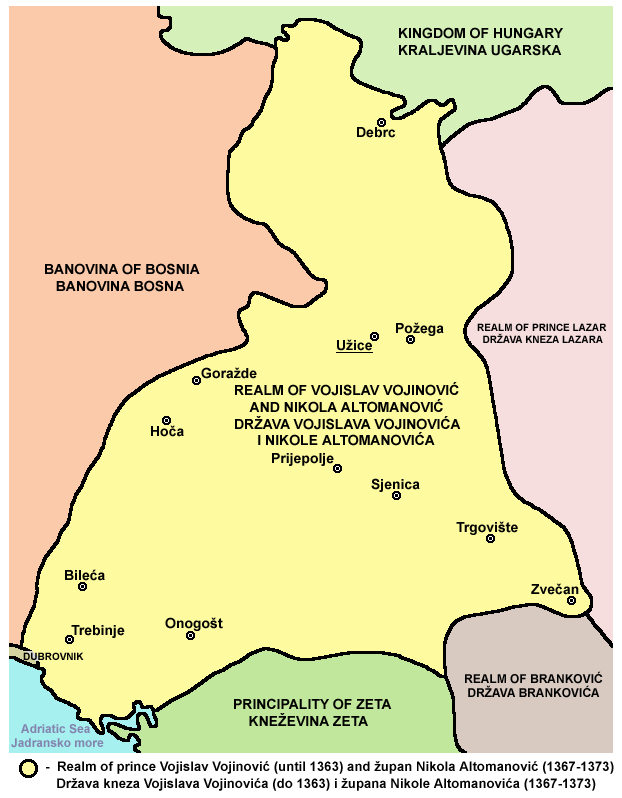
Les régions contrôlées par Nikola Altomanović

La maison Vojinović (en serbe cyrillique : Војиновић) était une famille noble de la Serbie médiévale ; elle a joué un rôle important au XIVe siècle au sein de l'État serbe de Rascie, particulièrement après la mort de Stefan Dušan, qui fut roi de 1331 à 1346 et empereur de 1346 à 1355, au moment de la chute de l'Empire serbe.

## Histoire
Le fondateur de la dynastie était le voïvode Vojin, qui, de 1322 à 1347, sous le règne du roi serbe Stefan Dečanski, contrôlait la région de Gacko ; il étendit progressivement son domaine et ses héritiers, Vojislav Vojinović (1355-1363) puis le cousin de Vojislav, Nikola Altomanović (1366-1373), commandèrent un vaste territoire allant des frontières de la république de Raguse, de la baie de Kotor et de la forteresse de Zvečan jusqu'au mont Rudinik, ce qui en faisait les féodaux les plus puissants de la Serbie médiévale. En revanche, Nikola Altomanović dut affronter une armée conduite par le prince serbe Lazar Hrebeljanović (1353-1377) et par le roi de Bosnie Tvrtko Ier (1353-1391), appuyés par le roi de Hongrie Louis Ier (1342-1383), qui délégua le ban de Mačva Nikola Gorjanski pour soutenir ses alliés et, acculé dans la forteresse d'Užice, il fut fait prisonnier et condamné à être aveuglé, ; ses biens et ses terres furent dispersés et Nikola Altomanović reçut un petit domaine dans lequel il mourut, sans doute en 1398, ce qui signifia aussi la fin de la dynastie.

## Membres de la maison Vojinović
1. Vojin (1322–1347), voïvode de Stefan Dečanski et de Stefan Uroš IV Dušan,
  1. Miloš Vojinović, au service de Stefan Dušan, participa à la vente de Ston et de Pelješac à la république de Raguse, mort après décembre 1332.
  2. Altoman Vojinović (1347–1359), marié à Ratoslava Mladenović (sœur du sébastokrator Branko Mladenović, père de Vuk Branković (1371–1391))
    1. Nikola Altomanović (né en 1348, mort après 1398, régna de 1366 à 1373), Grand żupan, après la mort de son père, en 1359, il fut écarté du pouvoir par son oncle Vojislav ; après la mort de Vojislav, en 1363, il récupéra ses terres.

  3. Vojislav Vojinović (vers 1355–1363), Grand voïvode, marié à Gojislava
    1. Dobrivoj Vojislavljević, après la mort de son père, en 1363, il fut écarté du pouvoir par son cousin Nikola.
    2. Stefan Vojislavljević, après la mort de son père, in 1363, il fut écarté du pouvoir par son cousin Nikola.

  4. Vojislava Vojinović, mariée à Brajko Branivojević, après la mort de son mari en 1326, le jeune roi Stefan Dušan intervint pour qu'elle soit libérée de sa prison de Dubrovnik.

## Alliances
Au XIVe siècle, la maison Vojinović fut liée à d'autres familles patriciennes comme celles des Branivojević et des Mladenović.

## Héritage
La puissance de la dynastie des Vojinović a laissé des traces dans les traditions populaires serbes. Il est fait mention dans la poésie épique, dans le cycle de Pretkosovski (Miloš Vojinović). Les Vojinović sont mentionnés comme étant les architectes et les bâtisseurs de plusieurs monuments de Vučitrn, le pont Vojinović (Vojinovića most) et la tour Vojinović (Vojinovića kula).